# Pleiocyphus
Pleiocyphus is een geslacht van uitgestorven zee-egels uit de familie Glypticidae.

## Soorten
- Glypticus regularis Etallon, 1858 †